# توم لوند (لاعب كرة يد)
توم لوند (26 نوفمبر 1944 في الدنمارك - 16 أكتوبر 2000 في الدنمارك) (بالدنماركية: Tom Lund)‏ هو لاعب كرة يد دانمركي. شارك في الألعاب الأولمبية الصيفية 1972.

## وصلات خارجية
- توم لوند على موقع أوليمبيديا (الإنجليزية)